# Tiếng Capiznon
Tiếng Capiznon là một ngôn ngữ Nam Đảo được nói tại vùng Tây Visayas của Philippines. Tiếng Capiznon tập trung tại tỉnh Capiz ở đông bắc của đảo Panay. Ngôn ngữ này thường bị nhầm với tiếng Hiligaynon nhưng thực ra tiếng Capiznon có vốn từ vựng cũng như trọng âm riêng. Tiếng Capiznon có thể nói là ngôn ngữ nói nhanh nhất trong khu vực. Các nông dân tại vùng nông thôn nói một phương ngữ thô (phân biệt bởi phát âm sai âm "l"), nhưng hiện nay đã không còn xuất hiện trong giới trẻ người Capiznon nữa do chịu ảnh hưởng của tiếng Hiligaynon, giọng nói cũng chậm hơn, các nguyên âm được nói mềm và dài hơn. Âm vị tiếng Capiznon có thể gây khó chịu cho những người không sử dụng ngôn ngữ này.